# 4107 Rufino
4107 Rufino (1989 GT) là một tiểu hành tinh vành đai chính được phát hiện ngày 7 tháng 4 năm 1989 bởi Eleanor F. Helin ở Palomar.